# Überfall bei Domstadtl
Pirna – Lobositz – Prag – Gabel – Kolin – Groß-Jägersdorf – Moys – Roßbach – Breslau – Leuthen – Domstadtl – Olmütz – Neisse – Zorndorf – Hochkirch – Kay – Kunersdorf – Hoyerswerda – Maxen – Koßdorf – Landeshut – Liegnitz – Oschatz – Berlin – Wittenberg – Torgau – Döbeln – Burkersdorf – Reichenbach – Freiberg

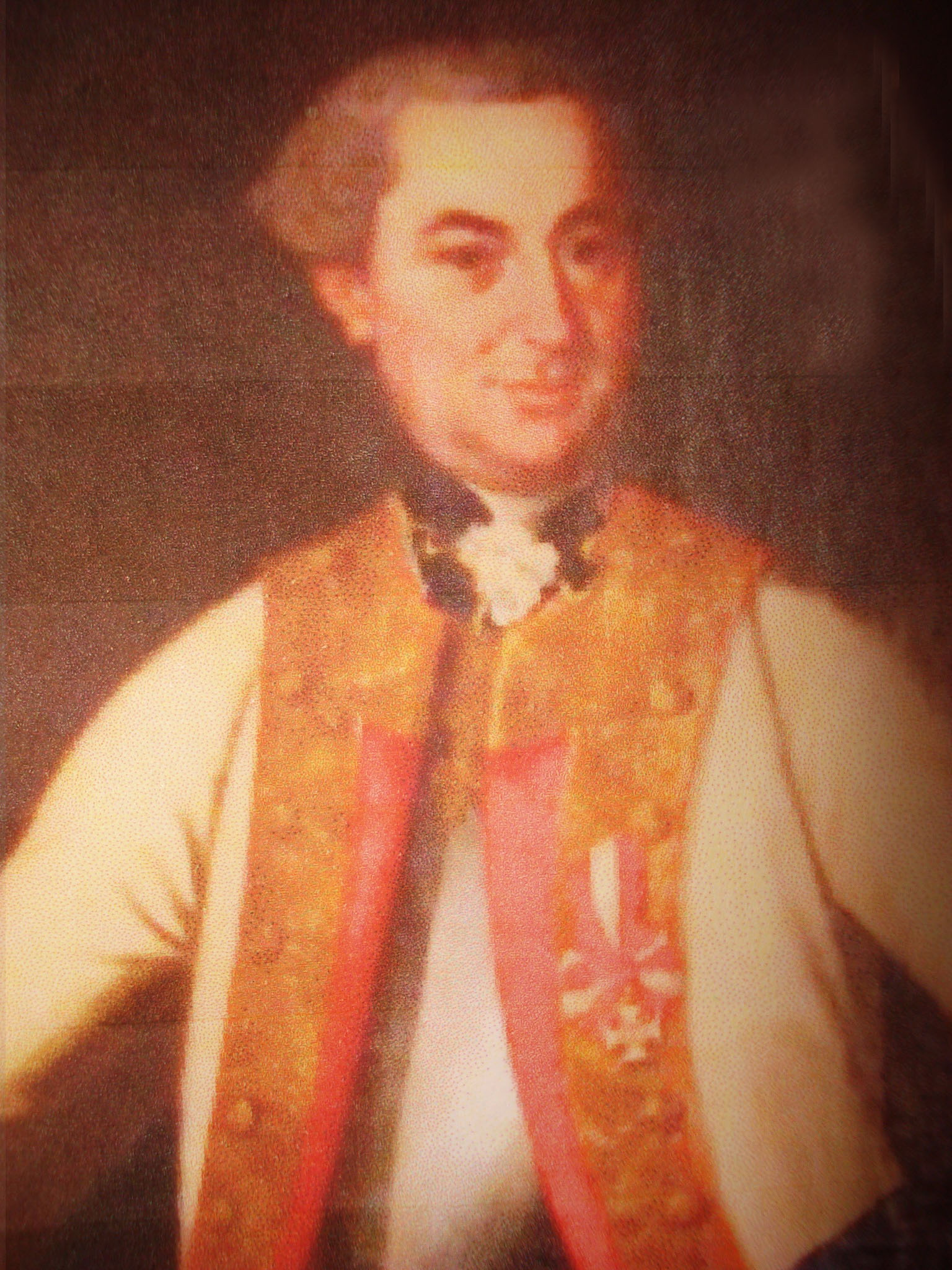
Bildnis von Joseph Graf von Siskowitz

Der Überfall bei Domstadtl (auch Schlacht, Gefecht oder Affäre bei Domstadtl genannt) fand Ende Juni 1758 bei Domstadtl während des Siebenjährigen Krieges statt. Es gelang den Österreichern, die Bedeckung eines großen Nachschubkonvois der Preußen zu besiegen, den Konvoi zu zerstören, beziehungsweise die Wagen zu erobern. Die Angriffe erfolgten zum Großteil dabei nicht in formierter Schlachtordnung, sondern nach Art des kleinen Krieges aus dem Hinterhalt. In der Folge war Friedrich II. gezwungen, die Belagerung von Olmütz abzubrechen.

## Vorgeschichte
Friedrich II. belagerte die strategisch wichtige Festungsstadt Olmütz in Mähren. Ein Fall der Stadt hätte ihm möglicherweise den Weg nach Prag und Wien eröffnet. Allerdings war die preußische Armee auf Nachschublieferungen aus den von ihr beherrschten Gebieten angewiesen. Auf der österreichischen Seite erkannte Daun die Verwundbarkeit des Gegners und bemühte sich darum, den Nachschub aus Schlesien zu unterbinden. 
In Troppau sammelte sich ein großer preußischer Transport. Dieser bestand aus tausenden von Transportwagen. Teilweise wird die Zahl von 4000 genannt. General Laudon erhielt den Befehl, den Transport mit seinen Truppen zu erwarten. Ein weiteres Korps unter Siskowitz mit 7000 Mann erhielt einen ähnlichen Befehl. Gedeckt wurde die Aktion durch ein weiteres Korps. Daun versuchte durch Manöver, Friedrich II. abzulenken und ihm weiszumachen, dass er eine Schlacht suche. Diese Täuschung funktionierte und der König hatte deshalb dem Transport auch keine starke Bedeckung entgegen gesandt. Da Laudons Marsch auch bei den Preußen bekannt war, wurde unter anderem General Zieten mit 5000 Mann in Richtung Troppau entsandt.

## Verlauf
Am 26. Juni verließ der Transport die Stadt. Geschützt wurde er von einer starken Bedeckung unter Friedrich Wilhelm von der Mosel. Einen Tag später musste er Halt machen, um den Zug wieder zu sammeln. Laudon kam an diesem Tag in Sternberg an und postierte sich in der Gegend so gut, dass der Kontakt zwischen dem Transport und Friedrich II. unterbrochen wurde. Laudon musste damit rechnen, dass der König daraufhin von Olmütz eine stärkere Truppe zur Unterstützung entsenden würde und marschierte am 28. nach Gundersdorf. Dort besetzte er die Höhen. Als der Transport sich näherte, entschloss er sich, obwohl noch zahlenmäßig unterlegen, zum Angriff. Die Preußen reagierten mit Verteidigungsmaßnahmen und besetzten einige Hügel, von denen aus sie ihre Geschütze einsetzen konnten. Das verlustreiche Gefecht dauerte fünf Stunden. Dabei zerstörten österreichische Husaren 100 Wagen. Laudon zog sich zurück, weil er befürchtete, dass Zieten in seinem Rücken auftauchen könnte. 
Der Angriff hat insbesondere unter den Fuhrleuten für erhebliche Verwirrung gesorgt. Auch als Zieten mit seinen Truppen zum Transport gestoßen war, dauerte es den gesamten Tag, um die Ordnung im Zug wiederherzustellen. Durch diese Verzögerung konnte Siskowitz eine Stellung zwischen Altliebe und Domstadtl erreichen und sich mit Laudon über das weitere Vorgehen absprechen. Am 30. setzte sich der Konvoi wieder in Bewegung. Zeitweise zog er sich über eine Strecke von vierzig Kilometern hin. Die Kavallerie bewachte ihn auf der rechten und die Infanterie auf der linken Seite. 
Die durch Buschwerk versteckten Österreicher ließen die Vorhut und etwa 100 Wagen passieren. Danach griff General Siskowitz die Wagen von der linken Seite an. Kanonenschüsse töteten die Pferde der ersten Wagen, dies brachte den ganzen Zug zum Stehen. Zieten ließ eine Wagenburg errichten. Diese wurden mit drei Bataillonen Infanterie und sechs Geschützen besetzt. Mit einem Teil seiner Soldaten griff er die Österreicher an und warf einige Einheiten zurück. Durch die österreichischen Husaren wurde er in die Wagenburg zurückgetrieben, von der rechten Seite griff nun auch Laudon an. Er ließ zahlreiche Pulvertransporter explodieren und schuf große Verwirrung im gesamten Zug. Der Konvoi zerbrach in zwei Teilgruppen. Ein Teil der preußischen Truppen versuchte den Transport zu schützen. General Zieten und ein Großteil seiner Truppen wurde abgeschnitten und konnte nicht eingreifen. Er musste sich nach Troppau zurückziehen. 
Etwa 250 Wagen konnten zunächst entkommen, wurden aber später noch einmal angegriffen. Dabei gingen erneut 50 Wagen verloren, sodass nur 200 Wagen vor Olmütz eintrafen. Insgesamt waren 1200 Wagen den Österreichern in die Hände gefallen. Die restlichen waren zerstört worden. Außerdem wurde General Puttkammer mit 650 Mann gefangen genommen.

## Folgen
Durch den erfolgreichen Überfall mangelte es den Preußen vor Olmütz an Nachschub. Dadurch war Friedrich II. gezwungen, die Belagerung abzubrechen. Somit war ein Vorstoß in das Kernland des Gegners unmöglich geworden.
Zur Erinnerung an die Ereignisse entstanden zum Jubiläum 1858 mehrere Schriften und in Domašov wurde ein Denkmal enthüllt. Ein weiteres Denkmal befindet sich bei Guntramovice.